# Колоньї
Колоньї (фр. Cologny) — громада  в Швейцарії в кантоні Женева.

## Географія
Громада розташована на відстані близько 130 км на південний захід від Берна, 5 км на північний схід від Женеви.
Колоньї має площу 3,7 км², з яких на 78% дозволяється будівництво (житлове та будівництво доріг), 17,7% використовуються в сільськогосподарських цілях, 4,1% зайнято лісами, 0,3% не є продуктивними (річки, льодовики або гори).

## Демографія
2019 року в громаді мешкало 5598 осіб (+14,9% порівняно з 2010 роком), іноземців було 35,4%. Густота населення становила 1530 осіб/км².
За віковим діапазоном населення розподілялося таким чином: 22,4% — особи молодші 20 років, 56,1% — особи у віці 20—64 років, 21,5% — особи у віці 65 років та старші. Було 2057 помешкань (у середньому 2,6 особи в помешканні).
Із загальної кількості 2092 працюючих 6 було зайнятих в первинному секторі, 64 — в обробній промисловості, 2022 — в галузі послуг.